# Ginástica artística nos Jogos Olímpicos de Verão de 2008 - Salto feminino
A final feminina do salto sobre a mesa da ginástica artística nos Jogos Olímpicos de Verão de 2008 foi realizada no Estádio Nacional Indoor de Pequim, em 17 de agosto.

## Medalhistas
| Ouro   | PRK Hong Un-jong       |
| Prata  | GER Oksana Chusovitina |
| Bronze | CHN Cheng Fei          |

## Atletas classificadas
- CHN  Cheng Fei
- PRK Hong Un Jong
- USA Alicia Sacramone
- GER Oksana Chusovitina
- RUS Anna Pavlova
- ITA Carlotta Giovannini
- BRA Jade Barbosa
- SUI Ariella Kaslin

## Final
| Pos.              | Ginasta                 | Salto 1 | Salto 1 | Salto 1 | Salto 1       | Salto 2 | Salto 2 | Salto 2 | Salto 2       | Total  |
| Pos.              | Ginasta                 | Nota A  | Nota B  | Pen.    | Nota do salto | Nota A  | Nota B  | Pen.    | Nota do salto | Total  |
| ----------------- | ----------------------- | ------- | ------- | ------- | ------------- | ------- | ------- | ------- | ------------- | ------ |
| Medalha de ouro   | PRK Hong Un Jong        | 6.500   | 9.350   | 0.300   | 15.550        | 6.500   | 9.250   |         | 15.750        | 15.650 |
| Medalha de prata  | GER Oksana Chusovitina  | 6.300   | 9.425   |         | 15.725        | 6.000   | 9.425   |         | 15.425        | 15.575 |
| Medalha de bronze | CHN Cheng Fei           | 6.500   | 9.575   |         | 16.075        | 6.500   | 8.550   |         | 15.050        | 15.562 |
| 4                 | USA Alicia Sacramone    | 6.300   | 9.450   |         | 15.750        | 5.800   | 9.525   |         | 15.325        | 15.537 |
| 5                 | SUI Ariella Kaslin      | 6.300   | 9.100   |         | 15.400        | 5.500   | 9.200   |         | 14.700        | 15.050 |
| 6                 | ITA Carlotta Giovannini | 5.800   | 9.225   | 0.100   | 14.925        | 5.900   | 8.275   |         | 14.175        | 14.550 |
| 7                 | BRA Jade Barbosa        | 5.800   | 8.925   |         | 14.725        | 5.600   | 8.650   |         | 14.250        | 14.487 |
| 8                 | RUS Anna Pavlova        | 6.500   | 9.125   |         | 15.625        | 0.000   | 0.000   |         | 0.000         | 7.812* |

*Pavlova teve seu segundo salto desconsiderado devido a uma falsa largada.